# Csaba László
Csaba László (ur. 13 lutego 1964 w Odorheiu Secuiesc, okręg Harghita, Rumunia) – węgierski piłkarz występujący na pozycji środkowego pomocnika.
Od 2008 roku był trenerem zespołu Scottish Premier League, Heart of Midlothian F.C. 29 stycznia 2010 roku został zwolniony z tego stanowiska i zastąpił go Jim Jefferies. Wcześniej był szkoleniowcem takich drużyn jak Ferencvárosi TC, FC Sopron i reprezentacji Ugandy.
Włada czterema językami - angielskim, niemieckim, węgierskim i rumuńskim.
W 2004 został wybrany Trenerem Roku na Węgrzech.